# Селище (Порховский район)
Селище — деревня в восточной части Порховского района Псковской области. Входит в состав сельского поселения «Красноармейская волость».
Расположена в 2 км к западу от города Порхов.

## Население
Численность населения составляет 42 жителя (2000 год).